# RAD51
RAD51 es un gen eucariota que codifica una proteína que pertenece a la familia de la proteína RAD51, que ayuda a la reparación de roturas de doble hebra en el ADN. Los miembros de la familia de RAD51 son homólogos de la proteína bacteriana RecA y de la Rad51 de la levadura Saccharomyces cerevisiae. La proteína está muy conservada en la mayoría de los eucariotas, desde las levaduras a los humanos.

## Variantes
Hay dos variantes de transcripción originadas por splicing alternativo de esta proteína. Existen variantes de transcripción que utilizan señales poliA alternativos.

## Función
En los humanos, RAD51 es una proteína de 339 aminoácidos que juega un importante papel en la recombinación homóloga del ADN durante la reparación de roturas de doble fibra. En este proceso, tiene lugar un intercambio de fibras de ADN dependiente de ATP en el cual una fibra molde invade fibras apareadas de moléculas de ADN homólogas. La RAD51 interviene en las etapas de busca de homología y de apareamiento de este proceso.
La diferencia de otras proteínas implicadas en el metabolismo del ADN, la familia RecA/Rad51 forma un filamento de nucleoproteína helicoidal en el ADN.
Esta proteína puede interaccionar con las proteínas de unión al ADN monocatenario RPA, BRCA2, PALB2 y RAD52.
Como se dijo, esta proteína forma filamentos. La base estructural para la formación de filamentos de Rad51 y su mecanismo funcional aun no está aclarado. Sin embargo, estudios recientes utilizando proteínas Rad51 etiquetadas fluorescentemente indican que los fragmentos de Rad51 se elongan por eventos de nucleación múltiple seguidos de crecimiento, y el fragmento total está terminado cuando alcanza unos 2 μm de longitud. Sin embargo, la disociación de Rad51 del ADN bicatenario es lenta e incompleta, lo que sugiere que hay un mecanismo adicional que realiza esto.

## Patología
Esta proteína interacciona con PALB2 y BRCA2, lo que puede ser importante para la respuesta celular a los daños en el ADN. BRCA2 regula tanto la localización intracelular como la capacidad de unión al ADN de esta proteína. La pérdida de estos controles después de la inactivación de BRCA2 puede ser un evento clave que origine una inestabilidad genómica y génesis de tumores.
El gen Rad51 está localizado en el cromosoma 15 humano y se asociaron varias alteraciones en este gen con un incremento del riesgo de desarrollar cáncer de mama. La proteína de susceptibilidad al cáncer de mama BRCA2 y PALB2 controlan el funcionamiento de Rad51 en la vía de reparación del ADN por recombinación homóloga.
Se observó un incremento de los niveles de expresión de RAD51 en el carcinoma mamario canino metastático, lo que indica que la inestabilidad genómica juega un importante papel en la oncogénesis de este tipo de tumores.

## Familia
En los mamíferos se identificaron siete genes de tipo recA, que son: Rad51, Rad51L1/B, Rad51L2/C, Rad51L3/D, XRCC2, XRCC3, y DMC1/Lim15. Todas estas proteínas, con la excepción de la DNC1 específica de la meiosis, son esenciales para el desarrollo de los mamíferos. Rad51 es un miembro de las NTPasas de tipo RecA.

## Interacciones
A RAD51 presenta interacciones con BRE, RAD54, RAD54B, ataxia telangiectasia mutada, BRCC3, BARD1, BRCA2, UBE2I, xene Abl, BRCA1, RAD52, DMC1, P53 y con la proteína del síndrome de Bloom.

### Otros artículos
- Recombinasa